# Фосо Сејоре (Пезаро и Урбино)
Фосо Сејоре је насеље у Италији у округу Пезаро и Урбино, региону Марке.
Према процени из 2011. у насељу је живело 110 становника. Насеље се налази на надморској висини од 5 м.